# Баглар (квартал в Багджълар)
„Баглар“ (на турски: Bağlar) е квартал на Истанбул, разположен в околия Багджълар. Общата му площ е 1,4 км2. Според данни на Адресната система за регистриране на населението (ABPRS) към 2023 г. населението на „Баглар“ е 17 086 жители.